# The Unlovables
The Unlovables is een Amerikaanse poppunkband uit New York. De band is opgericht in 2003 nadat bassist en zanger Hallie Bulliet enkele nummers had opgenomen met Adam Rabuck (van Dirt Bike Annie), die haar aanraadde om meer muziek te maken.
De band heeft door de jaren heen veel veranderingen in de samenstelling ondergaan en heeft twee studioalbums opgenomen, uitgegeven via Whoa Oh Records, evenals twee ep's.

## Discografie

### Studioalbums
- Heartsickle (Whoa Oh Records, Crafty Records)
- Crush, Boyfriend, Heartbreak (Whoa Oh Records)

### Ep's
- Singles Club (Art Of The Underground Records)
- Punk Rock Club (Knock Knock Records)